# Diário Federal (Suíça)
O Diário Federal (em alemão:  Bundesblatt, BBl; em francês:  Feuille fédérale, FF; em italiano:  Foglio federale, FF) publica vários textos oficiais do governo federal suíço, incluindo:
- relatórios do Conselho Federal Suíço à Assembleia Federal Suíça, principalmente os projetos de leis propostas com explicações geralmente extensas,
- leis promulgadas pelo Parlamento que estão sujeitas a referendo popular obrigatório ou facultativo,
- relatórios e notificações do Conselho Federal, comissões parlamentares e diversos órgãos governamentais.

É emitido nas três línguas oficiais da Suíça: alemão, francês e italiano. Todas as três edições de idioma são igualmente válidas. É publicado pela Chancelaria Federal da Suíça na forma de suplementos semanais para aglutinantes de folhas soltas.
Desde 1999, também são disponibilizados na internet em formato PDF. Desde 1º de janeiro de 2016, faz fé a versão eletrônica (e não mais a impressa) da Compilação Oficial e do Diário da República.